# كفر نوار حنا
قرية كفر نوار حنا هي إحدى القرى التابعة لمركز الزقازيق في محافظة الشرقية في جمهورية مصر العربية. حسب إحصاءات سنة 2006، بلغ إجمالي السكان في كفر نوارحنا 2292 نسمة، منهم 1212 رجل و1080 امرأة.